# Woods of Ypres
Woods of Ypres fue una banda de blackened doom metal procedente de Ontario, Canadá.

## Biografía

### Formación e historia
Woods of Ypres se formó en Windsor, Ontario en 2002 por David Gold, Aaron Palmer y Brian McManus. Publicaron su primera maqueta de Woods Of Ypres, Against the Seasons: Cold Winter Songs from the Dead Summer Heat, ese mismo año. En 2003, David Gold se trasladó a Toronto para comenzar a trabajar en su primer álbum completo, que fue publicado en 2004 con el título Pursuit of the Sun & Allure of the Earth, bajo el sello discográfico de David Gold, Krankenhaus Records. El tercer álbum de Woods of Ypres, Woods III: Deepest Roots & Darkest Blues, fue publicado a finales de 2007. Contrastando los dos discos, la crítica Laura Taylor escribió: "Mientras Pursuit of the Sun rayaba un metalizado Pink Floyd, Woods’ desentierra las inspiraciones más negras y oscuras del Metal". En 2008, la banda apareció en la portada de Unrestrained! Magazine.
Después de una temporada trabajando en Corea del Sur, David Gold trasladó la banda a su ciudad natal Sault Ste. Marie, Ontario en 2008, donde grabaron su cuarto álbum Woods IV: The Green Album un año después. Este disco fue publicado en noviembre de 2009 y ha sido considerado "la criatura más amorfa y poderosa de la banda hasta el momento." Un tiempo después, en 2009, Woods of Ypres también publicó un recopilatorio con 12 de las canciones que contienen sus tres principales discos publicados en Krankenhaus, tituladoIndependent Nature 2002-2007 . También publicaron un sencillo en vinilo de su canción de 2004 "Allure of the Earth", que también incluye una versión de esa misma canción de los violonchelistas australianos Sebastian Simpson y Chris Doig.
Las sesiones para el EP titulado Woods 4.5: You Were The Light fueron hechas en Sault Ste. Marie en 2010, pero solo dos canciones de esas sesiones han sido publicadas como parte del sencillo de vinilo llamado Home en 2011. Woods of Ypres anunció su separación a finales de 2010, en parte debido a que el líder, David Gold, se mudó a Kuwait por razones de trabajo, pero ese mismo Otoño se anunció que esa noticia era totalmente falsa y que Woods of Ypres había firmado con Earache Records, con la que más tarde publicaría sus dos últimos discos de estudio.
La formación de Woods of Ypres ha sido notablemente inestable desde su origen, siendo David Gold el único miembro que ha participado en todos los discos. La formación de los conciertos de Woods of Ypres ha oscilado entre tres y seis componentes en distintos momentos de su historia, mientras que en dos de sus discos sólo aparecían publicados dos miembros. Aparte de sus singles y recopilatorios, el único otro miembro que aparece en dos de los principales discos es la teclista Jessica Rose, que colaboró precisamente en Pursuit of the Sun & Allure of the Earth y Woods III.
Todos los discos de Woods of Ypres (excepto Woods V) fueron publicados en discográficas independientes, generalmente Krankenhaus Records y Practical Art Records. Ambas discográficas pertenecen a David Gold. Del mismo modo, Woods of Ypres ha sido notable por su carrera independiente y giras siendo cabeza de cartel por Canadá y Estados Unidos.

### Fallecimiento de David Gold
Woods of Ypres realizó su último concierto en Richmond, Virginia el 9 de junio de 2011. Los miembros de la banda, David Gold y Joel Violette, grabaron el último álbum de estudio Woods 5: Grey Skies & Electric Light ese mismo agosto en Beach Road Studios en Goderich, Ontario.
El 22 de diciembre de 2011, David Gold murió a la edad de 31 años, en un accidente de automóvil cerca de Barrie, Ontario.
La muerte de David Gold acabó con los planes de su primera gira por Europa a principios de 2012, a la vez que el debut de los nuevos miembros Brendan Hayter y Rae Amitay. El quinto y último álbum de Woods of Ypres, Woods 5: Grey Skies & Electric Light, se publicó el 27 de febrero de 2012 en Europa, publicándose dos meses más tarde en América del Norte.

## Miembros
- David Gold — cantante, guitarras, bajo, batería (2002–2011 lider de la banda)
- Brian McManus — guitarra, voces (2002–2003)
- Aaron Palmer — bajo, voces (2002–2003)
- Robin Cross — voces (2003)
- Dustin Black — guitarras (2003)
- Steve Jones — guitarras (2003–2004)
- Connor Sharpe — bajo (2003–2004)
- Jessica Rose — teclados (2003–2008)
- Dan Hulse — bajo, voces (2005–2007)
- Chris "Mezz" Mezzabotta — batería (2005–2007)
- Shawn Stoneman — guitarras (2007)
- Lee Maines — guitarras (2008)
- Bryan Belleau — guitarra (2008–2010)
- Steve Furgiuele — bajo (2008–2009)
- Evan Madden — batería (2008–2011)
- Brian Holmes — teclados (2008)
- Shane Madden — bajo (2009–2011)
- Joel Violette — guitarra principal, bajo de estudio (2010–2011)
- Brendan Hayter — bajo (2011)
- Rae Amitay — batería (2011)

## Discografía

### Demo
- Against the Seasons: Cold Winter Songs from the Dead Summer Heat (2002, Krankenhaus Records, Night Birds Records)

### Discos completos
- Pursuit of the Sun & Allure of the Earth (2004, Krankenhaus Records)
- Woods III: The Deepest Roots and Darkest Blues (2008, Krankenhaus Records)[8]
- Woods IV: The Green Album (2009, Practical Art Records, Earache Records)
- Woods 5: Grey Skies & Electric Light (2012, Earache Records)

### Otras publicaciones
- Independent Nature 2002-2007 - recopilatorio (2009, Krankenhaus Records)
- Allure of the Earth - single en vinilo (2009, Krankenhaus Records)
- Home - single en vinilo (2011, Practical Art Records)